# Schussenbecken und Schmalegger Tobel
Das Gebiet Schussenbecken und Schmalegger Tobel war ein durch das Regierungspräsidium Tübingen nach der Richtlinie 92/43/EWG (Fauna-Flora-Habitat-Richtlinie) ausgewiesenes Schutzgebiet (SG-Nummer DE-8323341) im Südosten von Baden-Württemberg. Es wurde 2015 in das FFH-Gebiet Schussenbecken mit Tobelwäldern südlich Blitzenreute integriert.

## Lage
Das rund 908 Hektar (ha) große Schutzgebiet Schussenbecken und Schmalegger Tobel gehörte naturräumlich zum Bodenseebecken und Oberschwäbischen Hügelland. Seine Teilflächen lagen auf einer Höhe von 398 bis 654 m ü. NHN und erstreckten sich zu 23 Prozent (= 208,1 ha) im Bodenseekreis (Eriskirch, Friedrichshafen, Meckenbeuren, Tettnang) sowie zu 77 Prozent (= 696,7 ha) im Landkreis Ravensburg (Baienfurt, Baindt, Berg, Fronreute, Horgenzell, Ravensburg, Weingarten, Wolpertswende).
Im Wesentlichen umfassten die Teilflächen das Tal der Schussen zwischen Mochenwangen in Norden und ihrer Mündung in den Bodensee zwischen Eriskirch und Langenargen, ihre Zuflüsse wie Eltishofer Ach, Güllenbach, Schwalbenbach, Schwarzach und Wolfegger Ach und den Schmalegger Tobel.

## Schutzzweck
Wesentlicher Schutzzweck war die Erhaltung des zusammenhängenden Fließgewässersystems mit Gräben, naturnahen und ausgebauten Bächen, naturnahen und ausgebauten Flussabschnitten, zwei Waldgebieten mit Buchenwald, Hangmischwald und ehemaligem Hartholzauenwald, sowie Stillgewässern und Niedermoorkomplexen.

### Lebensräume
Die Vielfalt von Lebensraumtypen, mit in weiten Bereichen naturnahen Wäldern und mageren Flachland-Mähwiesen zeichnet sich hauptsächlich durch folgende Lebensräume aus: feuchtes und mesophiles Grünland (32 %), Mischwald (23 %) und Laubwald (17 %).

### Zusammenhängende Schutzgebiete
Folgende elf Schutzgebiete waren Bestandteil des FFH-Gebiets:
| Nr.                                 | Name | Ort/e                              | Flächenanteil [%] | Bild |
| ----------------------------------- | --- | ---------------------------------- | ----------------- | ---- |
| LSG 4.35.038                        | Eisrandformen zwischen Rebholz und Knellesberg In der Würmeiszeit vom Rheingletschers in einer Rückzugs- und Stillstandphase ausgebildete Eisrandformen mit den Seitenmoränen, Endmoränen und dem Auslauf in die Schussenniederung in ihrer vielgestaltigen natürlichen Geomorphologie.                                                       | Meckenbeuren                       | 1                 |      |
| NSG 4.020                           | Eriskircher Ried Einzigartiger Naturraum zwischen der Schussen- und Rotachmündung mit ausgedehnter Flachwasserzone des Bodensees, Schilfbereichen, Riedflächen, Altwassern und von Kultur geprägten Landschaftselementen als besonders naturnaher Brut-, Rast- und Nahrungsraum für viele seltene, zum Teil vom Aussterben bedrohte Tierarten | Eriskirch, Friedrichshafen         |                   |      |
| LSG 4.36.058                        | Flattbach | Ravensburg                         | 1                 |      |
| NSG 4.151                           | Gornhofer Egelsee Im Jungmoränenhügelland gelegen, in einem abgetorften Moor als Fischweiher angestaut, ist der Egelsee mit seinem Verlandungsgürtel und Gehölzsaum und den umgebenden extensiv genutzten Wiesen ein wichtiges Brut- und Rastgebiet bedrohter Vogelarten und Laichgebiet für verschiedene Amphibienarten.                     | Ravensburg                         | 1                 |      |
| LSG 4.36.052                        | Hotterloch | Ravensburg                         | 1                 |      |
| NSG 4.139                           | Kemmerlanger Moos Natürliches Feuchtgebietsmosaik mit Verlandungszone des Flappachweihers, Quellmoor, Bachlauf, Streuwiesen und einer Mineralbodeninsel in enger Verzahnung. | Ravensburg                         | 4                 |      |
| NSG 4.268 LSG 4.35.039 LSG 4.36.073 | Knellesberger Moos Weites Wiesental, dessen landschaftliche Schönheit und Eigenart durch den fast durchgängig frei mäandrierenden und weitgehend natürlichen oder naturnahen mit galeriewaldartigen Ufergehölz gesäumtem Bachlauf der Schwarzach.                                                                                             | Meckenbeuren, Ravensburg, Tettnang | 6                 |      |
| NSG 4.040                           | Schenkenwald Einzige größere Waldkomplexe (Oberer und Unterer Schenkenwald) im Schussental auf Alluvialboden mit größtenteils Eichen-Hainbuchen-Mischwäldern, in Mulden und Rinnen auch Erlen-Eschen-Auwäldern, und einer artenreichen Vogelwelt.                                                                                             | Baindt, Fronreute                  | 7                 |      |
| NSG 4.279                           | Schmalegger und Rinkenburger Tobel Naturnahes Tobelsystem von europäischer Bedeutung mit naturnahen Schlucht- und Hangmischwäldern, Kalktuffquellen und einem Netz naturnaher Fließgewässer mit natürlicher Dynamik und begleitet von naturnahen Eschen-Erlenwäldern.                                                                         | Berg, Horgenzell, Ravensburg       | 25                |      |
| LSG 4.36.056                        | Unterlauf der Schwarzach (Grenzbach) | Ravensburg                         | 1                 |      |

### Flora und Fauna

#### Flora
Pflanzen, die im Anhang II der Richtlinie 92/43/EWG aufgeführt sind:
- Firnisglänzendes Sichelmoos (Hamatocaulis vernicosus)
- Gelber Frauenschuh (Cypripedium calceolus), auch Marienfrauenschuh; eine der prächtigsten wildwachsenden Orchideen (Orchidaceae) Europas
- Grünes Besenmoos (Dicranum viride)
- Sumpf-Glanzkraut (Liparis loeselii); auch eine streng geschützte Pflanzenart aus der Familie der Orchideen

#### Fauna
Tierarten, die im Anhang II der Richtlinie 92/43/EWG aufgeführt sind:
- Wirbellose
  - Bachmuschel, auch Gemeine - oder Kleine Flussmuschel (Unio crassus); eine im Süßwasser, selten auch im Brackwasser lebende Muschel
  - Grüne Flussjungfer (Ophiogomphus cecilia); eine Libellenart aus der Familie der Flussjungfern (Gomphidae), die zu den Großlibellen (Anisoptera) gehören
  - Helm-Azurjungfer (Coenagrion mercuriale); eine Libellenart aus der Familie der Schlanklibellen (Coenagrionidae)
- Fische
  - Groppe (Cottus gobio); ein kleiner Süßwasserfisch aus der Familie der Groppen (Cottidae)
  - Strömer (Leuciscus souffia); eine zu den Karpfenfischen gehörende Fischart
- Säugetiere
  - Bechsteinfledermaus (Myotis bechsteinii); eine Fledermausart, die zur Familie der Glattnasen (Vespertilionidae) gehört